# Julie Walters
Pour les articles homonymes, voir Walters.
Julie Walters est une actrice britannique née le 22 février 1950 à Smethwick dans les Midlands.
Nommée Dame commandeur de l'ordre britannique (DBE) par la reine Élisabeth II en 2018, elle a reçu plusieurs fois le BAFA de la meilleure actrice ainsi que le BAFTA de la meilleure actrice. Sa carrière fut également récompensée par l'obtention d'un BAFTA Fellowship.
Si elle est principalement connue du grand public pour avoir interprété le rôle du professeur de danse de Billy Elliot, de Molly Weasley (la mère de Ron) dans la saga Harry Potter ou de Rosie Mulligan dans la série de films Mamma Mia!, elle a été découverte dans le rôle titre du film L'Éducation de Rita en 1983, rôle qui lui vaut une nomination aux Oscars ainsi que l'obtention d'un Golden Globe et d'un BAFA de la meilleure actrice. Elle est également récompensée pour son rôle dans le film Billy Elliot en 2000 ainsi que pour son rôle de Mo Mowlam dans le téléfilm Mo, qui lui valent plusieurs BAFTA.
Très présente à la télévision, elle collabore avec Victoria Wood dans des émissions comme Wood and Walters ou Dinnerladies, mais joue également dans des séries télévisées comme The Canterbury Tales.
Sur scène, Julie Walters s'est notamment illustrée en 2001 pour son rôle dans Ils étaient tous mes fils d'Arthur Miller, où elle fut récompensée par un Olivier Award.
Elle est auteur d'une autobiographie intitulée That's Another Story (2008).

## Biographie

### Jeunesse
Julie Walters naît à Smethwick, dans les Midlands de l'Ouest, en Angleterre, de Mary Bridget O'Brien, d'origine irlandaise et catholique, et Thomas Walters, architecte d'intérieur d'origine anglaise. Elle est le plus jeune des cinq enfants du couple, mais seulement la troisième à survivre à la naissance. Elle étudie dans un premier temps dans un couvent, puis dans une école pour jeune fille.
Elle décroche son premier travail à l'âge de 15 ans, dans le domaine de l'assurance, avant de devenir infirmière à l'hôpital Queen Elizabeth de Birmingham, où elle travaille dans différents services. Après 18 mois de travail, elle décide de quitter le domaine du médical pour poursuivre ses études d'art dramatique et d'anglais à l'université métropolitaine de Manchester. Elle fréquente également les planches de l'Everyman Theatre à Liverpool, durant les années 1970, aux côtés de Bill Nighy, de Pete Postlethwaite ou de Jonathan Pryce.

### Carrière

#### Débuts
Les premiers rôles de Julie Walters sont généralement des rôles de séries télévisées, dans lesquelles elle apparaît pour un épisode (Play for Today en 1978 par exemple). Après avoir travaillé avec Victoria Wood en 1978 sur In at the Death, elle devient également sa partenaire régulière de théâtre, apparaissant ensemble dans des pièces de théâtre écrites par cette dernière.
En 1982, les deux possèdent même leur propre émission, Wood and Walters, qui obtient une suite Victoria Wood as Seen on TV, qui gagne un BAFTA.

#### Révélation au théâtre et au cinéma (1983-2001)
Elle joue le rôle principal du film L'Éducation de Rita aux côtés de Micheal Caine, rôle lui permettant d'obtenir un Golden Globe de la meilleure actrice dans un film musical ou une comédie ainsi qu'un British Academy Film Award de la meilleure actrice. Elle joue également le rôle principal du film Personal Services, sorti en 1987. L'année suivante, elle joue le premier rôle féminin du film Buster et apparaît dans l'adaptation cinématographique de L'Opéra de quat'sous intitulée Mack the Knife.
En 1991, elle joue aux côtés de Liza Minnelli dans Stepping Out et est également responsable d'une émission à sketchs, Julie Walters and Friends, la même année.
En 2000, elle interprète également la professeur de danse de Billy Elliot, dans le film homonyme.
En 2001, elle remporte un Olivier Award pour son interprétation dans la représentation de 2001 d'Ils étaient tous mes fils, pièce écrite par Arthur Miller en 1947.

#### Consécration

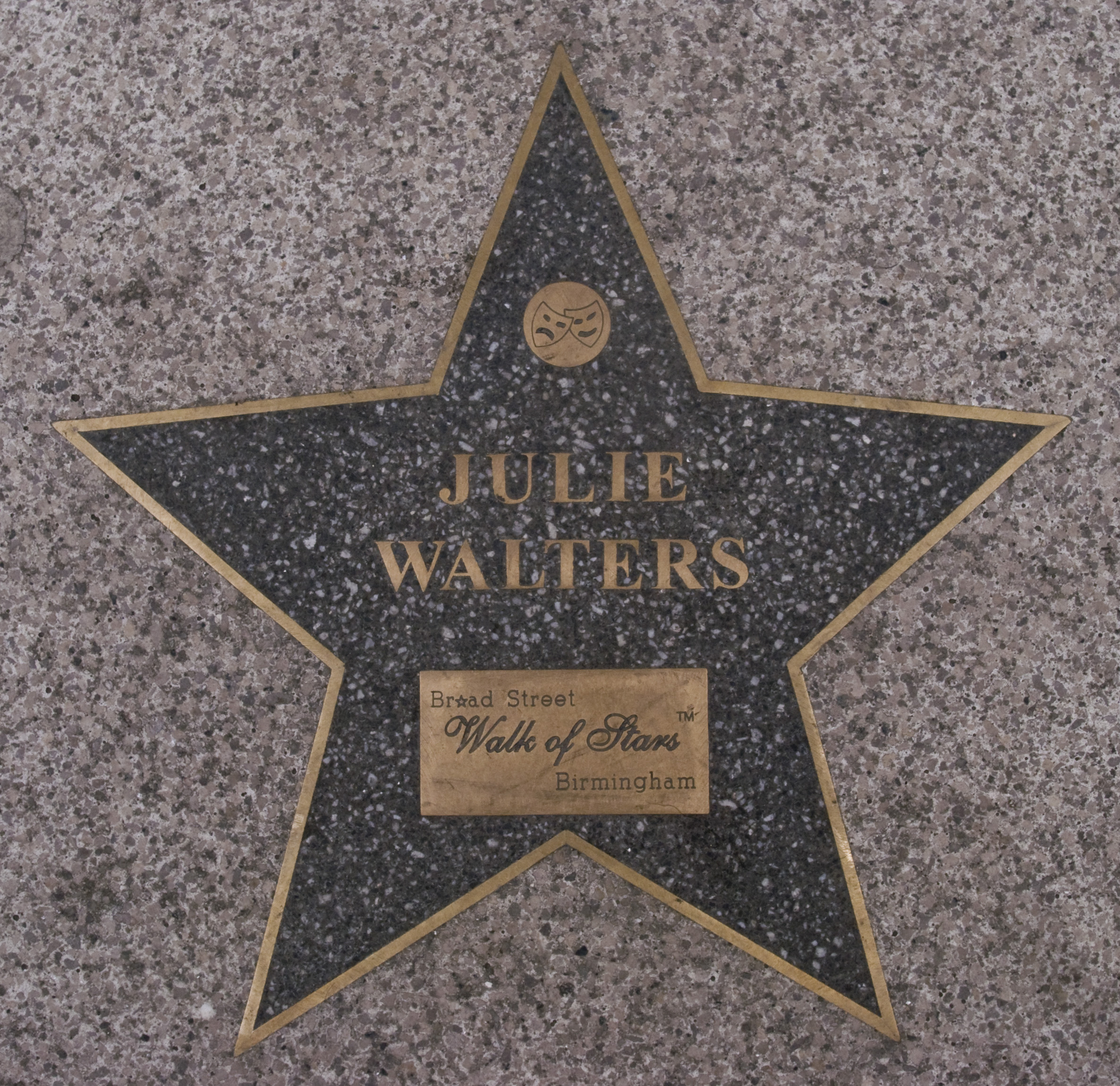
L'étoile de l'artiste sur la Birmingham Walk of Stars.

Elle se fait connaître internationalement pour son interprétation de Molly Weasley, la mère de Ron Weasley, dans la saga cinématographique Harry Potter, inspirée de la série de livres du même nom. Elle est apparue dans sept des huit opus de la saga, étant absente uniquement du film Harry Potter et la Coupe de feu. Elle apparaît également en 2006 aux côtés de Rupert Grint (qui incarne Ron Weasley dans la saga Harry Potter) dans le film Leçons de conduite, avant d'apparaître dans l'adaptation faite par la BBC du roman de Philip Pullman, La Malédiction du Rubis.
C'est également en 2006 qu'elle publie son premier roman, Maggie's Tree. Deux ans plus tard, elle sort son deuxième livre, son autobiographie, intitulée That's Another Story. C'est la même année qu'elle apparaît aux côtés de Christine Baranski et de Meryl Streep dans le film Mamma Mia!, inspiré de la comédie musicale éponyme, incarnant l'un des membres du groupe fictif « Donna et les Dynamos », aux sons du groupe de pop suédois ABBA.
Elle joue également le rôle de Mary Whitehouse, militante pour la décence religieuse, notamment à la télévision, dans le téléfilm de la BBC inspirée de sa vie, rôle qui lui vaut une nomination aux Satellite Award de la meilleure actrice dans un second rôle dans une série télévisée de l'année 2008. En 2009, elle obtient une étoile à son nom sur la Birmingham Walk of Stars, équivalent britannique du célèbre Hollywood Walk of Fame.
En 2010, elle endosse le rôle de Mo Mowlam, femme politique britannique, dans une série diffusée pour Channel 4. Inquiète dans un premier temps sur le manque de ressemblance entre elle et la femme politique, ses craintes sont dissipées grâce aux critiques positives,.
Julie Walters prête également sa voix à plusieurs personnages d'animation, comme dans Paddington ou Rebelle, ou même dans l'audiodescription pour les jeux paralympiques.
En 2018, elle est nommée Dame Commandeur de l'Empire Britannique, alors qu'elle est en plein tournage du film Mamma Mia! Here We Go Again, suite du film dans lequel elle a précédemment joué, reprenant son rôle aux côtés de Christine Baranski et de Meryl Streep.

### Vie privée
Julie Walters se fiance au début des années 1970 mais annule le mariage seulement trois semaines avant la cérémonie, avouant qu'elle ne se sent pas prête[réf. nécessaire]. Elle est en couple avec l'acteur Pete Postlethwaite durant cinq ans puis entame une relation avec un étudiant en sociologie, Grant Roffey, de huit ans de moins qu'elle. Le couple donne naissance à une fille prénomée Maisie avant de se marier en 1997. Ils vivent dans une ferme pratiquant l'agriculture biologique près de Plaistow, dans le Sussex de l'Ouest.

## Théâtre
- 2001 : Ils étaient tous mes fils d'Arthur Miller
- 2012 : The Last of the Haussmans de Stephen Beresford (en)

## Filmographie

### Cinéma
- 1983 : L'Éducation de Rita (Educating Rita) de Lewis Gilbert : Susan « Rita » White
- 1984 : She'll Be Wearing Pink Pyjamas de John Goldschmidt (en) : Fran
- 1985 : Car Trouble de David Green (en) : Jacqueline Spong
- 1985 : Dreamchild de Gavin Millar : le Loir (voix)
- 1987 : Personal Services de Terry Jones : Christine Painter
- 1987 : Prick Up Your Ears de Stephen Frears : Elsie Orton
- 1988 : Buster de David Green (en) : June Edwards
- 1989 : Killing Dad or How to Love Your Mother de Michael Austin : Judith
- 1990 : Mack the Knife de Menahem Golan : Mrs. Peachum
- 1991 : Stepping Out (Un amour de prof au Québec) de Lewis Gilbert : Vera
- 1992 : Just Like a Woman (en) de Christopher Monger : Monica
- 1994 : Sister My Sister de Nancy Meckler : Madame Danzard
- 1996 : Intimate Relations de Philip Goodhew : Marjorie Beasley
- 1997 : Bathtime (court-métrage) de Russell Michaels : Miss Gideon
- 1998 : Girls' Night de Nick Hurran : Jackie Simpson
- 1998 : Titanic Town (en) de Roger Michell : Bernie McPhelimy
- 2000 : All Forgotten de Reverge Anselmo : la princesse Zasyekin
- 2000 : Billy Elliot de Stephen Daldry : Mrs Wilkinson
- 2001 : Harry Potter à l'école des sorciers (Harry Potter and the Philosopher's Stone) de Chris Columbus : Molly Weasley
- 2002 : Before You Go de Lewis Gilbert : Theresa
- 2002 : Harry Potter et la Chambre des secrets (Harry Potter and the Chamber of Secrets) de Chris Columbus : Molly Weasley
- 2003 : Calendar Girls de Nigel Cole : Annie
- 2004 : Harry Potter et le Prisonnier d'Azkaban (Harry Potter and the Prisoner of Azkaban) d'Alfonso Cuarón : Molly Weasley
- 2004 : Mickybo et moi de Terry Loane : la mère de Mickybo
- 2005 : Wah-Wah de Richard E. Grant : Gwen
- 2005 : Harry Potter et la Coupe de Feu (Harry Potter and the Goblet of Fire): Molly Weasley
- 2006 : Leçons de conduite (Driving Lessons) de Jeremy Brock : Evie Walton
- 2007 : Jane (Becoming Jane) de Julian Jarrold : Mme Austen
- 2007 : Harry Potter et l'Ordre du phénix (Harry Potter and the Order of the Phoenix) de David Yates : Molly Weasley
- 2008 : Mamma Mia! de Phyllida Lloyd : Rosie Mulligan
- 2009 : Harry Potter et le Prince de sang-mêlé (Harry Potter and the Half-Blood Prince) de David Yates : Molly Weasley
- 2010 : Harry Potter et les Reliques de la Mort : première partie (Harry Potter and the Deathly Hallows) de David Yates : Molly Weasley
- 2011 : Harry Potter et les Reliques de la Mort : deuxième partie (Harry Potter and the Deathly Hallows) de David Yates : Molly Weasley
- 2011 : Gnoméo et Juliette de Kelly Asbury : Lady Montague (voix)
- 2012 : Rebelle (Brave) de Mark Andrews : la Sorcière (voix)
- 2013 : One Chance de David Frankel : Yvonne
- 2013 : Effie de Richard Laxton : Margaret Cox Ruskin
- 2014 : Paddington : Mme Bird
- 2015 : Brooklyn : Mme Madge Kehoe
- 2017 : Paddington 2 : Mme Bird
- 2017 : Film Stars Don't Die in Liverpool de Paul McGuigan : Bella Turner
- 2018 : Mamma Mia! Here We Go Again d'Ol Parker : Rosie Mulligan
- 2018 : Le Retour de Mary Poppins (Mary Poppins Returns) de Rob Marshall : Ellen
- 2019 : Royal Corgi (Corgi) de Ben Stassen : Élisabeth II (voix)
- 2019 : Wild Rose (Wild Rose) de Tom Harper : Marion
- 2020 : Le Jardin secret (The Secret Garden) de Marc Munden : Mrs. Medlock
- 2024 : Paddington au Pérou (Paddington in Peru) de Dougal Wilson : Mme Bird

### Télévision

#### Téléfilms
- 2001 : À la recherche de la vérité (My Beautiful Son) : Sheila Fitzpatrick
- 2009 : Mid Life Christmas : Bo Beaumont / Mrs. Overall
- 2010 : Mo : Mo Mowlam

#### Séries télévisées
- 2015 : Indian Summers : Cynthia Coffin
- 2018 : Monstre sacré (National Treasure) : Mary

## Distinctions

### Récompenses
- British Academy Film Awards 1984 : Meilleure actrice pour L'Education de Rita
- British Academy Film Awards 2001 : Meilleure actrice dans un second rôle pour Billy Elliot
- Laurence Olivier Awards 2001 : meilleure comédienne de l'année pour All My Sons
- British Academy Film AwardsBritish Academy Television Awards 2014 : BAFTA Fellowship

### Nominations
- British Academy Film Awards 1984 : Révélation de l'année pour L'Education de Rita
- Oscars 1984 : Meilleure actrice pour L'Education de Rita
- British Academy Film Awards 1988 : Meilleure actrice pour Personal Services
- British Academy Film Awards 1992 : Meilleure actrice dans un second rôle pour Stepping Out
- Golden Globes 2001 : Meilleure actrice dans un second rôle pour Billy Elliot
- Oscars 2001 : Meilleure actrice dans un second rôle pour Billy Elliot